# Proeilodesmus mecistonyx
Proeilodesmus mecistonyx är en mångfotingart som beskrevs av Hoffman 1990. Proeilodesmus mecistonyx ingår i släktet Proeilodesmus och familjen Sphaeriodesmidae. Inga underarter finns listade i Catalogue of Life.